# Nukuteatea
Nukuteatea ist eine Insel der Wallis-Inseln und gehört politisch zum Distrikt Hihifo im Königreich Uvea, das einen Teil des französischen Überseegebiets Wallis und Futuna bildet.

## Geografie
Nukuteatea liegt auf dem äußeren Ring des Atolls der Wallis-Inseln. Die nächsten Inseln sind im Norden Nukuloa und im Süden Nukutapu. Die Hauptinsel und größte Insel der Inselgruppe, Uvea, ist 2,4 km in Richtung Südwesten entfernt. Die Insel selbst ist leicht gebogen und gestreckt von Nordwesten nach Südosten. Am nordwestlichen Ende befindet sich eine schmale Sandbank, die sich etwa 180 Meter lang knapp über der Meeresoberfläche erstreckt.
Nukuteatea ist mit Bäumen bewachsen und relativ flach. Im nordwestlichen Teil gibt es eine kleine Erhöhung. Um die Insel herum befindet sich ein Sandstrand.

## Nutzung
Die Insel ist zwar eigentlich unbewohnt, jedoch befinden sich auf ihr mehrere Häuser und Hütten, die nicht dauerhaft bewohnt sind. Zudem gibt es im Südosten eine Kapelle mit dem Namen Chapelle de Nukuteatea, die durch ihr blaues Dach auch aus der Luft erkennbar ist (siehe rechts im Luftbild).